# Chathamiidae
Chathamiidae (лат.) — семейство морских ручейников подотряда Integripalpia. Около 5 видов. Австралия и Океания.

## Описание
Встречаются вдоль побережий Новой Зеландии, Нового Южного Уэльса (Австралия) и Островов Чатем, на отмелях. Личинки и куколки относятся к немногим морским насекомым. Самки откладывают с помощью удлинённого яйцеклада яйца в поры морских звезд, обнаруженных ими в приливной зоне. Личинки первых возрастов покидают тела морских звезд и строят свои подводные домики из морских водорослей. Личиночные стадии этих ручейников красными водорослями. Взрослые ручейники обитающие на Островах Чатем имеют укороченные крылья (у остальных видов они нормальные).

## Систематика
Семейство Chathamiidae было впервые описано как подсемейство в составе семейства Rhyacophilidae энтомологом Робертом Тильярдом в 1925 году (Tillyard, 1925) для вида Chathamia brevipennis Tillyard, эндемика островов Чатем, небольшой группы из 10 островов, расположенных в 800 км восточнее Новой Зеландии. Позднее, Вайс (Wise, 1965) переместил их в состав семейства Philanisidae, установленного в 1953 году (Mosely & Kimmins, 1953) для вида Philanisus plebeius Walker, впервые описанного в семействе Hydropsychidae и затем перемещенного Улмером (Ulmer, 1907) в состав Sericostomatidae. Рик (Riek, 1976) синонимизировал Philanisidae с семейством Chathamiidae, описав ещё два новых вида. Уорд (Ward, 1995) описал третий вид рода Philanisus, доведя общее число видов в семействе до 5:
- Chathamia brevipennis Tillyard — Острова Чатем
- Chathamia integripennis Riek — Новая Зеландия
- Philanisus plebeius Walker — Новая Зеландия, юго-восточная Австралия
- Philanisus fasciatus Riek — Острова Кермадек, около 1000 км северо-восточнее Новой Зеландии
- Philanisus mataua Ward — Новая Зеландия[6]